# Ginásio Aecim Tocantins

O Ginásio Aecim Tocantins é um ginásio poliesportivo situado na cidade de Cuiabá, Mato Grosso. Foi inaugurado em 31 de maio de 2007 e possui capacidade para 12,6 mil pessoas, refeitório para 132 pessoas, auditório com 70 lugares, alojamento com 220 leitos, 11 cabines de imprensa, salas administrativas, tribuna de honra e quadra poliesportiva oficial, atendendo as modalidades de futsal, voleibol, handebol, basquetebol, podendo também ser utilizado para a realização de torneios de artes marciais, espetáculos de dança, teatro e eventos culturais.
O ginásio já sediou a Copa América de Voleibol de 2008 e sediou também a Copa América de Basquetebol Feminino de 2009 que serve como torneio classificatório para o Campeonato Mundial de Basquetebol Feminino de 2010 que aconteceu na República Tcheca e que teve o Brasil como campeão.
O ginásio pertence ao complexo esportivo do Estádio José Fragelli, a atual Arena Pantanal.

## Principais eventos esportivos sediados
- 1st Brazil International Wushu Championships (24 a 28 de Julho), em 2013
- Copa América de Voleibol, em 2008
- Copa América de Basquetebol Feminino, em 2009
- 20° Campeonato Brasileiro de Kung Fu Wushu, em 2009[1]
- Campeonato Sul-Americano de Voleibol Masculino de 2011
- Abertura das Olimpíadas Escolares Cuiabá 2012